# Little Tanaga Island
Little Tanaga Island („Kleine Tanaga-Insel“) ist eine kleine unbewohnte Insel der Andreanof Islands, die zu den Aleuten 
gehören. Die etwa 16 km lange und 121 m hohe Insel ist die kleine Nachbarinsel von Tanaga Island.